# بخش آبکوه
بخش آبکوه یکی از بخش‌های شهرستان قوچان در استان خراسان رضوی است که در ۲۹ آذر ۱۳۹۹ تأسیس شده‌است.

## تقسیمات کشوری
مرکز بخش آبکوه روستای آلماجق است و شامل دو دهستان است:
- دهستان دوغائی
- دهستان بهار